# Haynes (Dakota del Nord)
Haynes és una població dels Estats Units a l'estat de Dakota del Nord. Segons el cens del 2000 tenia 19 habitants.

## Demografia
Segons el cens del 2000, Haynes tenia 19 habitants, 10 habitatges, i 5 famílies. La densitat de població era de 56,4 hab./km².
Dels 10 habitatges en un 0% hi vivien nens de menys de 18 anys, en un 50% hi vivien parelles casades, en un 0% dones solteres, i en un 50% no eren unitats familiars. En el 40% dels habitatges hi vivien persones soles el 20% de les quals corresponia a persones de 65 anys o més que vivien soles. El nombre mitjà de persones vivint en cada habitatge era d'1,9 i el nombre mitjà de persones que vivien en cada família era de 2,6.
Per edats la població es repartia de la següent manera: un 10,5% tenia menys de 18 anys, un 0% entre 18 i 24, un 15,8% entre 25 i 44, un 47,4% de 45 a 60 i un 26,3% 65 anys o més.
L'edat mediana era de 60 anys. Per cada 100 dones de 18 o més anys hi havia 88,9 homes.
La renda mediana per habitatge era de 8.750 $ i la renda mediana per família de 8.750 $. Els homes tenien una renda mediana de 13.750 $ mentre que les dones 0 $. La renda per capita de la població era de 6.633 $. Entorn del 100% de les famílies estaven per davall del llindar de pobresa.

## Poblacions més properes
El següent diagrama mostra les poblacions més properes.